# Fritz Gentner
Fritz Gentner (* 15. Mai 1915 in Pegnitz; † 10. Juni 2002) war ein deutscher Politiker (SPD).

## Leben und Beruf
Nach dem Besuch der Volksschule absolvierte Gentner, der evangelisch-lutherischen Glaubens war, eine Berufsausbildung zum Volksschullehrer. 1935/36 leistete er seinen Arbeitsdienst ab. Anschließend war er als Lehrer tätig. Im Zweiten Weltkrieg war er Soldat bei der Luftnachrichtentruppe. Er geriet in sowjetische Kriegsgefangenschaft, aus der er erst nach drei Jahren wieder zurückkehrte. Ab dem Jahr 1948 arbeitete er erneut als Volksschullehrer.

## Politik
Gentner beteiligte sich mit seinem Vater, dem langjährigen bayerischen Landtagsabgeordneten Hans Gentner, im Oktober 1945 an der Wiederbegründung der SPD in Pegnitz. In den Jahren 1956 bis 1972 war er Kreistagsabgeordneter im Landkreis Pegnitz und dort Vorsitzender der SPD-Fraktion war. Er gehörte von 1958 bis 1978 dem Bayerischen Landtag an, wo er agrarpolitischer Sprecher der SPD-Fraktion war. In den Jahren 1966 bis 1978 war er zudem stellvertretender Vorsitzender des Landtagsausschusses für Ernährung und Landwirtschaft. Von 1972 bis 1984 war er Stadtratsmitglied von Pegnitz und Kreistagsabgeordneter im Kreistag des Landkreises Bayreuth, in dem der Landkreis Pegnitz bei der Gebietsreform aufgegangen war.

## Ehrungen
- 1978: Großes Verdienstkreuz der Bundesrepublik Deutschland[2]
- Ehrenmedaille des Landkreises Bayreuth